# Francis Fukuyama

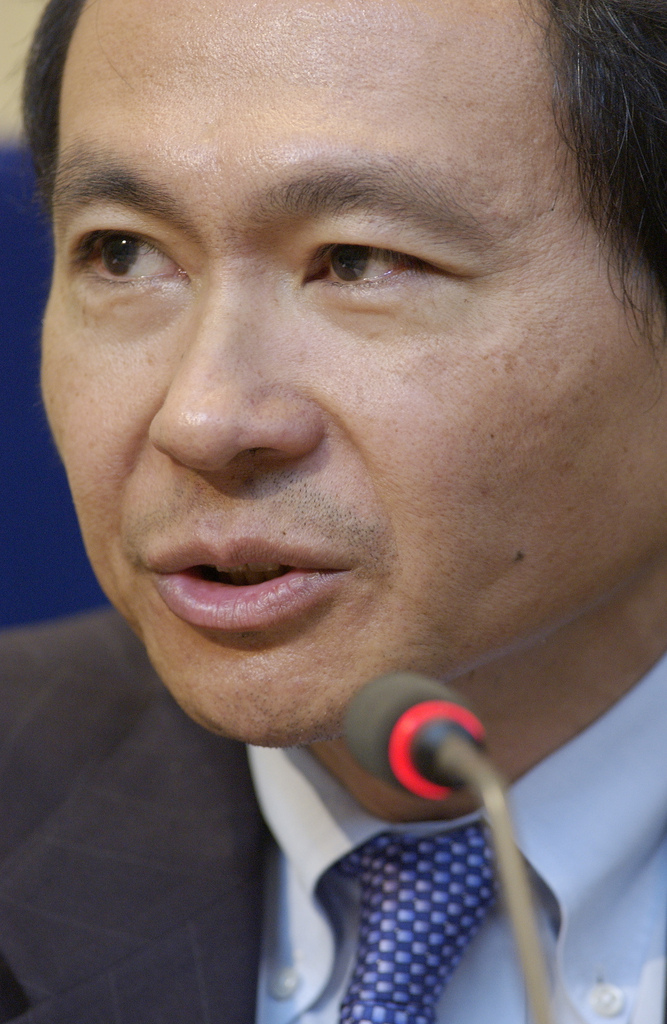
Francis Fukuyama.

Francis Fukuyama (n. 27 octombrie 1952, Hyde Park⁠(d), Illinois, SUA) este un sociolog și un politolog american. 
A urmat studii clasice la Universitatea Cornell și a obținut doctoratul în științe politice la Universitatea Harvard, cu o teză despre politica externă a URSS în Orientul Mijlociu (1981). În anii 1979-1980, 1983-1989 și 1995-1996 a fost colaborator al Departamentului de Științe Politice al Corporației RAND, iar în anii 1981-1982 și 1989 a lucrat la Departamentul de Stat al SUA. Sfârșitul istoriei și ultimul om (1991) este cartea care i-a adus notorietate internațională. A publicat numeroase studii și articole despre democratizare și politica economică internațională. În ultimii ani s-a concentrat asupra rolului culturii și al capitalului social în viața economică modernă și în tranziția către societatea informatizată.

## Cărți publicate
- 1991 Sfârșitul istoriei și ultimul om en  The End of History and the Last Man,
- 1995 Increderea: virtuțiile sociale și crearea prosperității en  Trust: The Social Virtues and the Creation of Prosperity,
- 1999 Marea distrugere: natura umană și reconstrucția ordinii sociale en  The Great Disruption: Human Nature and the Reconstitution of Social Order,
- 2002 Viitorul nostru postuman: consecințe ale revoluției biotehnologice en  Our Posthuman Future: Consequences of the Biotechnology Revolution
- 2004 Construcția statelor: Ordinea mondială în secolul XXI en  State-Building: Governance and World Order in the 21st century
- 2006 en  America at the Crossroads: Democracy, Power, and the Neoconservative Legacy.
- 2006 en  After the Neo Cons: Where the Right went Wrong,
- 2008 en  Falling Behind: Explaining the Development Gap between Latin America and the United States.,
- 2011 en  The Origins of Political Order.,
- 2014 en  Political Order and Political Decay: From the Industrial Revolution to the Present Day.,
- 2018 en  Identity: The Demand for Dignity and the Politics of Resentment.